# Universidad Internacional de Arte & Diseño de Miami
La Universidad Internacional de Arte & Diseño de Miami (Miami International University of Art & Design en idioma inglés) es una universidad privada ubicada en Miami, Florida. La universidad es parte del The Art Institutes. En 2004, el Miami New Times consideró al Miami International University of Art & Design como «una de las instituciones más importantes de Miami». . A menudo la universidad tiene galerías de artes como la World Refugee Day  y las exhibiciones de
Manimalism  en 2006.
La Universidad Internacional de Arte & Diseño de Miami está acreditada por la Southern Association of Colleges and Schools (SACS).